# (32559) 2001 QN31
2001 QN31 (asteroide 32559) é um asteroide da cintura principal. Possui uma excentricidade de 0.21439850 e uma inclinação de 3.39148º.
Este asteroide foi descoberto no dia 16 de agosto de 2001 por LINEAR em Socorro.